# Kula Shaker
Kula Shaker – brytyjski zespół rockowy, grający muzykę z gatunku rocka psychodelicznego. Powstał w 1995, poprzedzony kilku wcześniejszymi grupami garażowymi. Jego założycielem i liderem był Crispian Mills (ur. 18 stycznia 1973 w Londynie), syn aktorki Hayley Mills i wnuk aktora Johna Millsa. 

## Historia
Nazwa zespołu pochodzi od jednego z 12 Alwarów, Kulaśekhara, indyjskiego władcy i świętego z IX wieku i jest wyrazem zainteresowania Millsa filozofią gaudija wisznuizmu.
Pierwszy sukcesem zespołu było dotarciem singla Tattva do 4 miejsca brytyjskich list sprzedaży. Wkrótce wydany album K (1996) sprzedał się w ponad 2 milionach egzemplarzy na świecie (w tym 850 tysięcy w Wielkiej Brytanii). Muzyka zespołu łączyła nawiązania do rocka psychodelicznego lat 60. (Jimi Hendrix, Grateful Dead), rocka progresywnego i muzyki hinduskiej. Warstwa treści zdradzała fascynację religią hinduską. Popularny singel Govinda stanowił śpiewaną w sanskrycie modlitwę do Kryszny (którego jednym z imion jest Gowinda); wcześniej tę samą modlitwę nagrał w 1970 zespół Radha Krsna Temple na albumie, którego producentem był George Harrison.
W 1997 grupa wydała singel Hush, cover utworu Joe Southa (najlepiej znanego z wykonania Deep Purple), który dotarł do miejsca 2. na brytyjskich listach sprzedaży, odniósł też sukces w Stanach. Kolejny album, Peasants, Pigs & Astronauts oraz single z niego, nie miały już tej popularności. Ostatnie koncerty zespołu miały miejsce w 1999, po czym jego lider ogłosił zawieszenie działalności.
W grudniu 2005 zespół w trzyosobowym składzie (bez klawiszowca) zagrał niezapowiadany koncert w Leighton Buzzard a miesiąc później ogłosił reaktywację. W kwietniu 2006 ukazała się (za pośrednictwem serwisu ITunes EPka The Revenge of the King. W czerwcu 2007 w Japonii, a w sierpniu 2007 w Europie ukazał się trzeci album zespołu, Strangefolk.

## Skład
- Crispian Mills – wokalista, gitara
- Alonza Bevan – gitara basowa
- Paul Winterhart – perkusja
- Jay Darlington – instrumenty klawiszowe (1995-1999)
- Harry Broadbent – instrumenty klawiszowe (od 2006)

## Dyskografia

### Albumy
- K (1996)
- Peasants, Pigs, and Astronauts (1999)
- Kollected - The Best of (kompilacja, 2002)
- StrangeFolk (2007)
- Pilgrim's Progress(2010)
- K 2.0 (2016)

### EP-ki
- Summer Sun EP (1997)
- The Revenge of the King (2006)
- Freedom Lovin' People (2007)

### Single
- Tattva (Lucky 13 Mix) (1996)
- Grateful When You're Dead (1996)
- Tattva (1996)
- Hey Dude (1996)
- Govinda (1996)
- Hush (1997)
- Sound Of Drums (1998)
- Mystical Machine Gun (1999)
- Shower Your Love (1999)
- Second Sight (2007)